# Choeroparnops gigliotosi
Choeroparnops gigliotosi är en insektsart som beskrevs av Max Beier 1960. Choeroparnops gigliotosi ingår i släktet Choeroparnops och familjen vårtbitare. Inga underarter finns listade i Catalogue of Life.